# Turbine Jonval

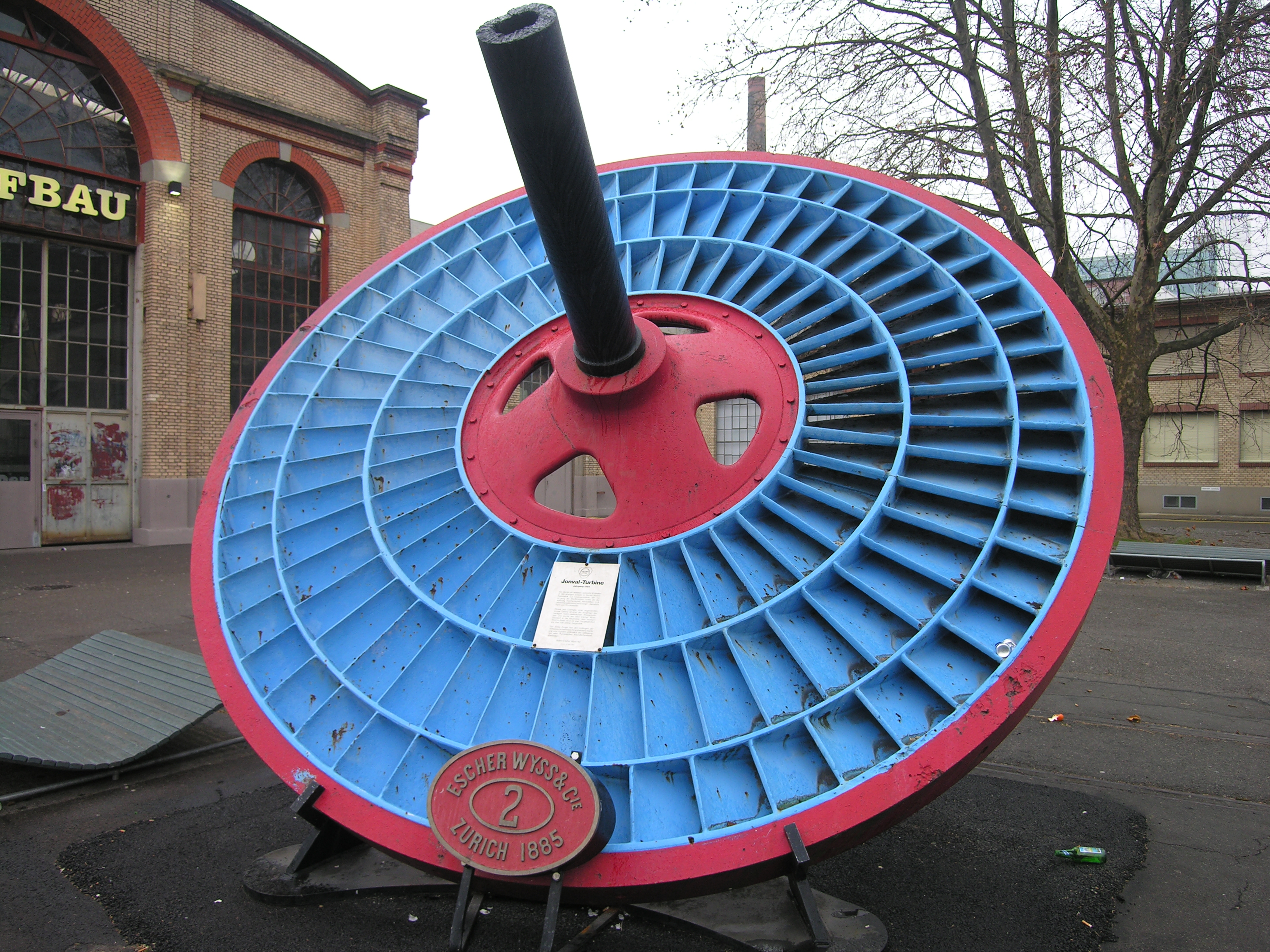
Une turbine Jonval construite en 1885.

La turbine Jonval est une des configurations de turbine hydraulique ; elle est principalement utilisée en Europe et n'est pas présente en Amérique. Tout dépend du spectre d'action de la turbine, c'est le débit du cours d'eau évalué et quelques autres paramètres qui déterminent quel type de turbine est utilisable pour un projet d'hydroélectricité. 

## Historique
La turbine Jonval tient son nom de son premier inventeur, Nicolas Joseph Jonval, détenteur du brevet déposé en 1841.
Elle est également connue en tant que turbine Henschel-Jonval, Clemens Henschel en ayant installé de sa propre facture dès 1839, mais sans déposer de brevet. Il n'existe pour autant pas de polémique connue concernant sa paternité : il s'agissait à l'époque de l'aboutissement inéluctable de la mise au point d'une configuration précédemment ébauchée par d'autres, également, de la « réplique » inévitable à la configuration du modèle de Benoît Fourneyron, déposé en 1832.
La turbine Jonval est également connue sous les noms de turbine Henschel-Jonval-Koechlin ou encore turbine Jonval-Koechlin, André Koechlin, industriel mulhousien en ayant racheté le brevet en 1843 et qui lui a apporté quelques modifications.